# Antoine Baumé

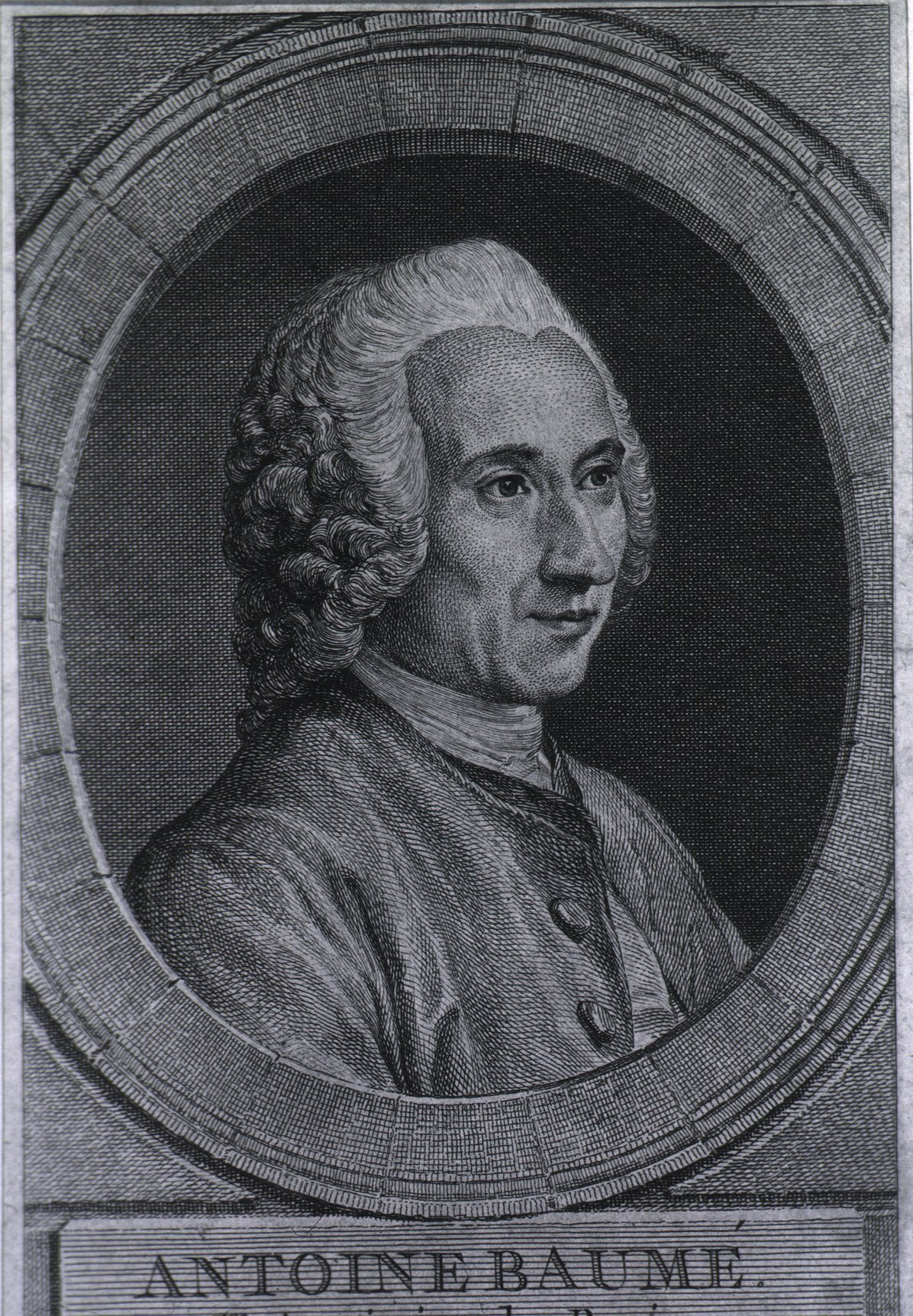
Antoine Baumé, rycina z ok. 1772 r.

Antoine Baumé (ur. 26 lutego 1728, zm. 15 października 1804) – francuski chemik i farmaceuta, od 1752 r. profesor chemii École de Pharmacie, a od 1773 r. członek Francuskiej Akademii Nauk. Opublikował prace nad otrzymaniem amoniaku, porcelany, bieleniem jedwabiu. W 1768 r. skonstruował areometr, nazwany później areometrem Baumégo, wyskalowany w stopniach Baumégo (°Be).

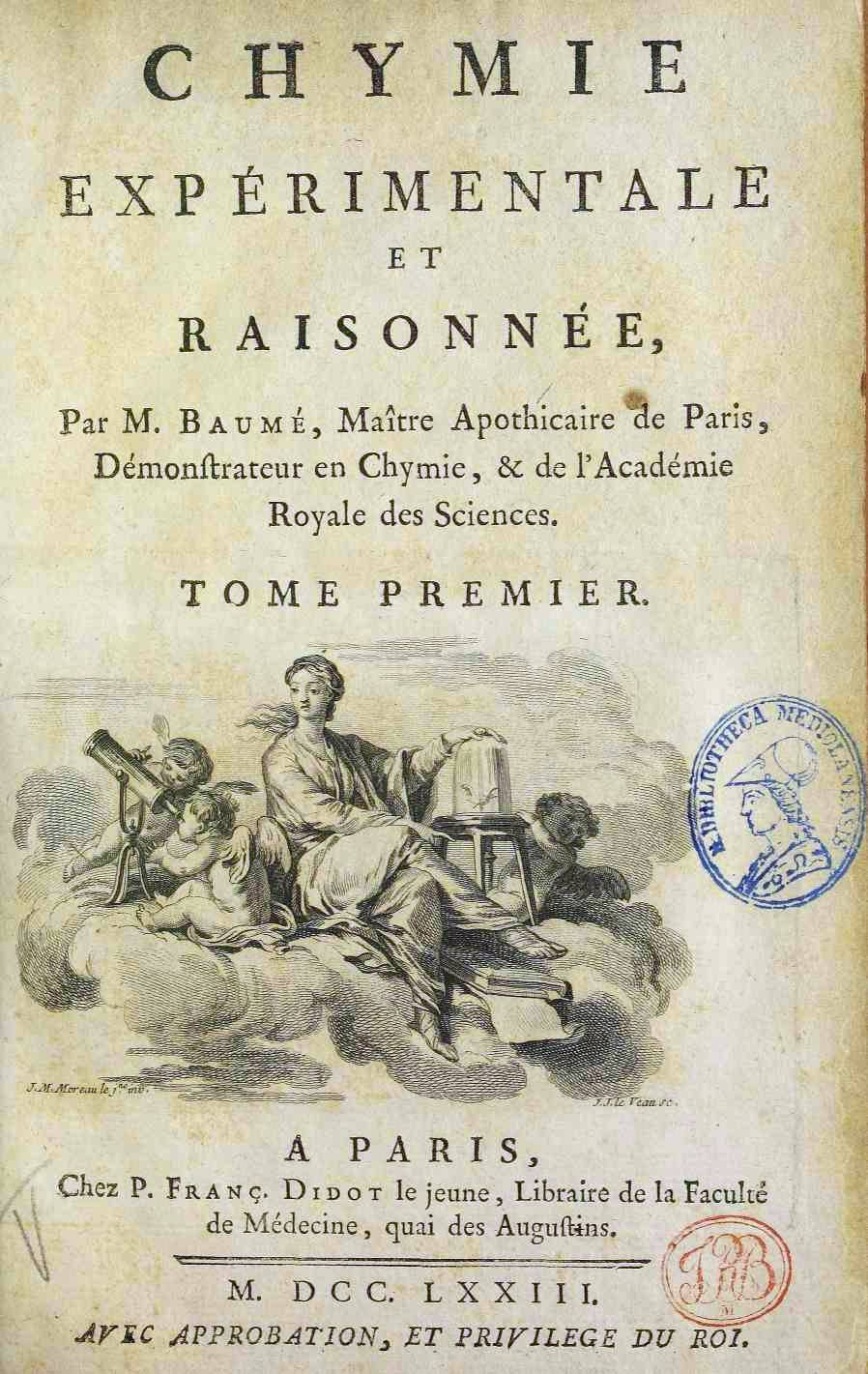
Tom 1 Chymie expérimentale et raisonnée autorstwa Baumégo z 1773 r.